# Comté d'Andechs
Les comtes d'Andechs ont été une famille noble allemande dont le berceau se trouve au château fort d'Andechs (au sud-ouest de Munich), en Bavière. Ils sont documentés résidant à Diessen au XIe siècle et font tous partie des plus importantes dynasties bavaroises outre les Welf. Parmi les membres les plus éminents furent notamment sainte Edwige de Silésie, la fille du comte Berthold IV, et sa nièce sainte Élisabeth de Hongrie. La lignée comtale s'éteignit en 1251.

## Historique

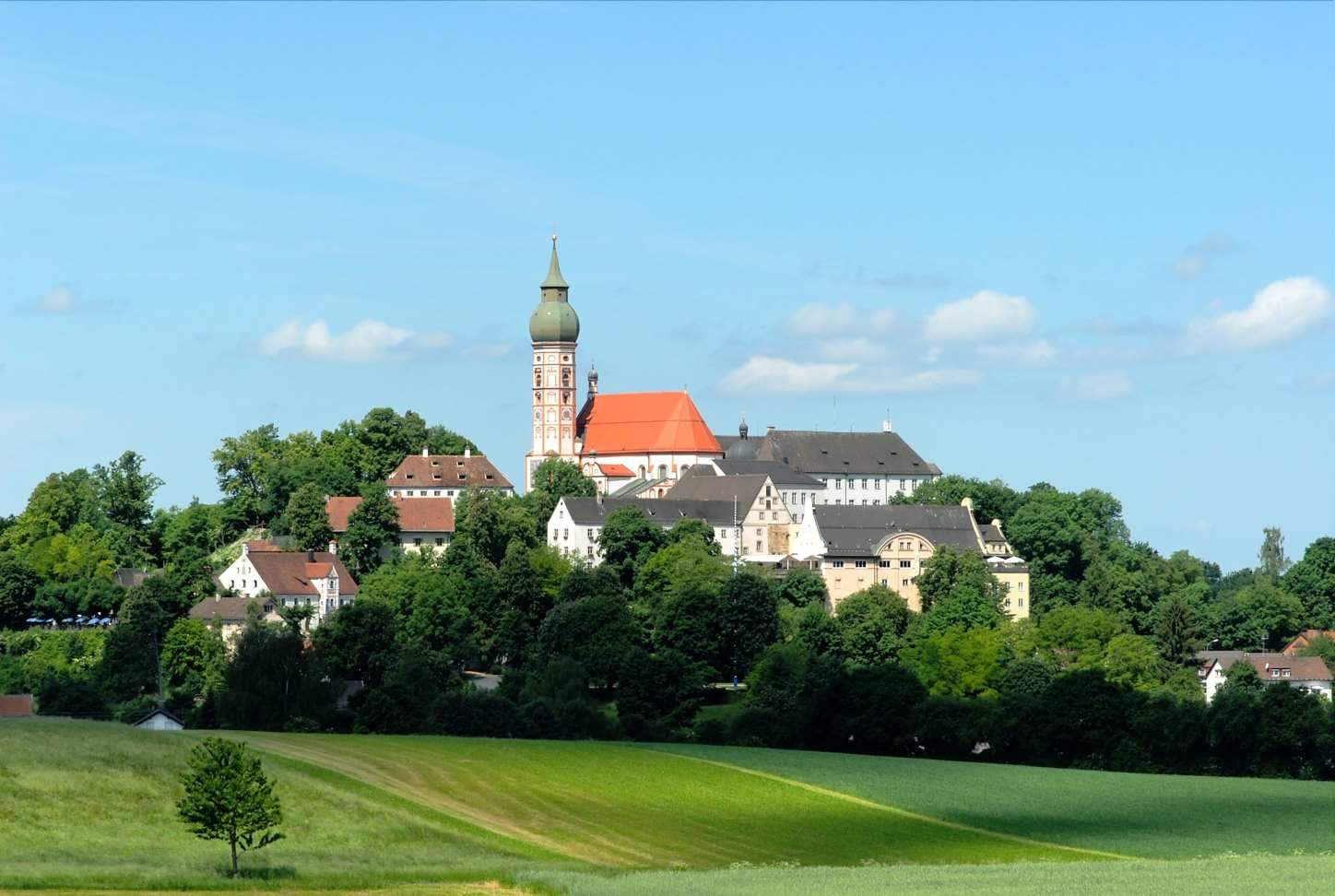
Andechs en Bavière.

Initialement, la famille régna sur les régions au sud-ouest de la Bavière autour du lac Ammer avec le Pfaffenwinkel, jusqu'à la frontière avec le duché de Souabe sur les rives de la rivière Lech. Peu tard, les comtes reçurent le burgraviat de Wolfratshausen et les domaines autour du lac de Starnberg, ainsi que l'avouerie (Vogtei) sur les abbayes de Tegernsee et de Schäftlarn. Le burgrave Othon II de Wolfratshausen a acquis des territoires étendus au sud, dans les vallées de l'Inn, de l'Isarco (Eisack) et de Puster (dans la région actuelle du Tyrol).
Le neveu d'Othon, le comte Berthold II († 1151), possédait aussi le château de Plassenburg sur les hauteurs de Kulmbach en Franconie et fut bailli de Benediktbeuern à partir de 1120. Il fit construire la forteresse d'Andechs et y établit sa résidence en 1132. En même temps, le comte fit don du site de Diessen au couvent local des Augustins. Berthold était marié à Sophia, la fille du comte Poppo II de Weimar-Orlamünde, margrave de Carniole et d'Istrie; par son patrimoine, la famille d'Andechs a commencé à acquérir des territoires étendus dans le sud-est du Saint-Empire. En 1173, l'empereur Frédéric Barberousse a nommé le comte Berthold III († 1188), fils de Berthold II et Sophia, margrave d'Istrie pour succéder à Engelbert III de Sponheim.

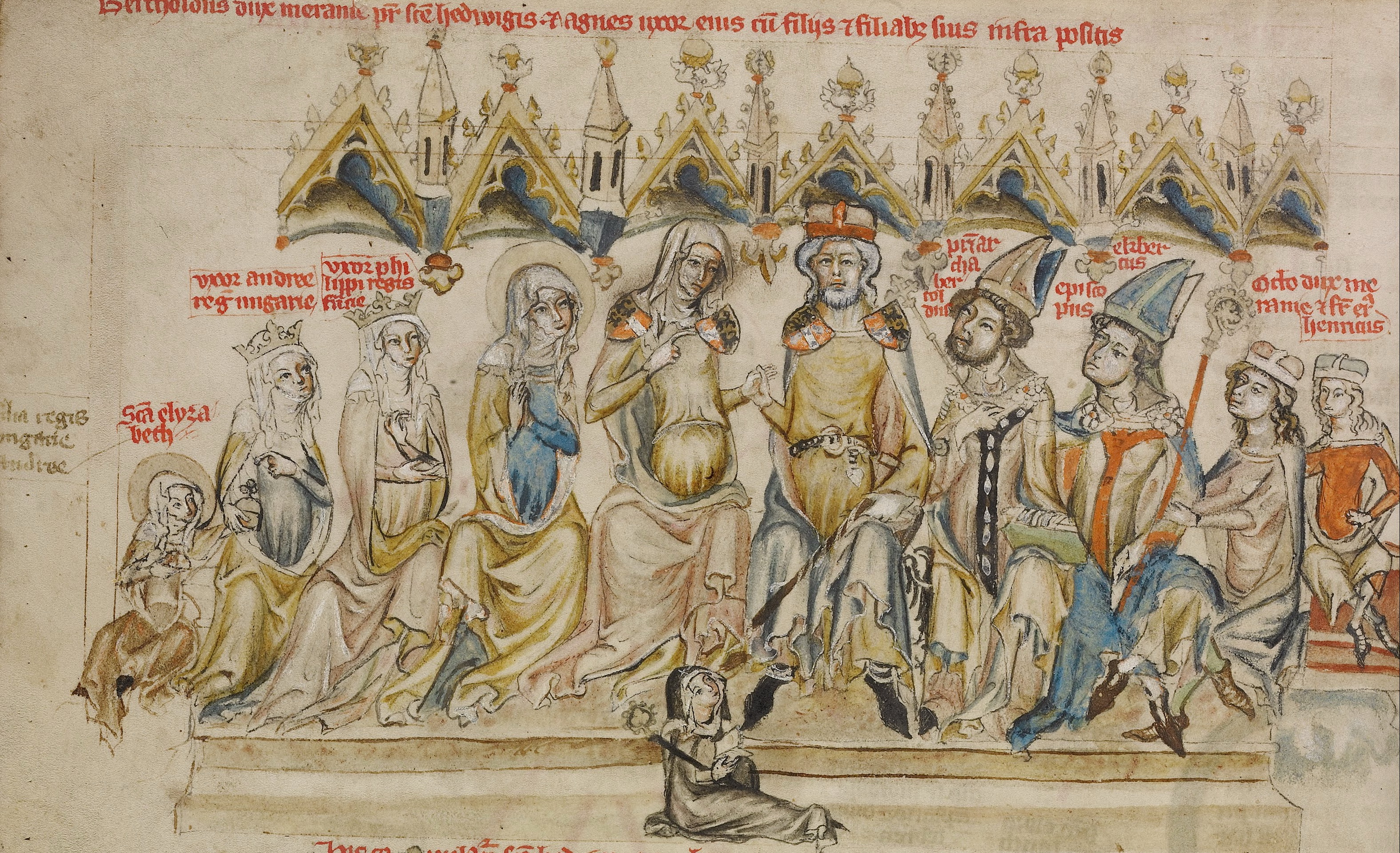
La famille de Berthold IV d'Andechs et Agnès de Wettin (1353).

Lors de nouvelles répartitions de pouvoir après la chute du duc Henri XII de Bavière (Henri le Lion), de la maison de Welf, en 1180, l'empereur Frédéric a récompensé les partisans des Hohenstaufen : le comte Othon III de Wittelsbach est devenu le nouveau duc de Bavière (sa famille régnant jusqu'en 1918), et le comte Berthold IV d'Andechs († 1204), le fils du margrave Berthold III, a reçu le titre de « duc de Méranie » dans la seigneurie de son père en Istrie et sur la côte Adriatique autour de Rijeka (Fiume). Berthold IV a épousé Agnès de Wettin et ensemble ils ont eu neuf enfants, dont sainte Edwige de Silésie, Gertrude de Méranie, qui fut reine consort de Hongrie, Berthold de Méran, archevêque de Kalocsa de 1206 à 1218, et  patriarche d'Aquilée de 1218 jusqu'à sa mort en 1251, et Agnès de Méranie, reine des Francs par son mariage avec le roi Philippe II.
En 1208 le roi germanique Philippe de Hohenstaufen a été assassiné à la cour d'Eckbert d'Andechs, évêque de Bamberg en Franconie, par le comte palatin Othon VIII de Wittelsbach. Plusieurs membres de sa famille, parmi lesquels son frère, le duc Othon d'Andechs-Méranie († 1234), fils de Berthold IV, ont prétendument été impliqués. Le château d'Andechs est alors entièrement rasé, avant que la famille ne soit réhabilitée plus tard. Au cours de la même année, Othon devient comte de Bourgogne par son mariage avec la comtesse Béatrice II.
En 1248, à la mort du duc Othon II d'Andechs-Méranie, la lignée directe des Andechs s'éteint. Son titre de « duc de Méranie » expira, tandis que le comté de Bourgogne (la Franche-Comté) revint à sa sœur Alix (Adélaïde) et son mari, le comte Hugues de Chalon. Les terres du comté d'Andechs sont toutes passées aux ducs de Bavière de la maison de Wittelsbach ; les domaines dans l'est de Franconie (nord de la Bavière), furent annexés par les princes-évêques de Bamberg et les burgraves de Nuremberg de la maison de Hohenzollern.